# Contea di Isiolo
La contea di Isiolo è una della 47 contee del Kenya situata nell'ex provincia Orientale.